# Benedito de Ulhôa Vieira
Benedito de Ulhôa Vieira (* 9. Oktober 1920 in Mococa; † 3. August 2014 in Uberaba, Brasilien) war ein brasilianischer Geistlicher und römisch-katholischer Erzbischof von Uberaba.

## Leben
Benedito de Ulhôa Vieira studierte Philosophie und Theologie am Seminar in Ipiranga, São Paulo und empfing am 8. Dezember 1948 durch Kardinal João Batista Costa die Priesterweihe. 1953 wurde er zum Doktor der Theologie promoviert. Später wurde er Generalvikar des Erzbistums São Paulo.
Papst Paul VI. ernannte ihn am 29. November 1971 zum Weihbischof in São Paulo und Titularbischof von Bitettum. Der Erzbischof von São Paulo, Paulo Evaristo Arns OFM, spendete ihm am 25. Januar des nächsten Jahres die Bischofsweihe; Mitkonsekratoren waren die Weihbischöfe in São Paulo, José Thurler und Lucas Moreira Neves OP.
Am 14. Juli 1978 wurde de Ulhôa Vieira zum Erzbischof von Uberaba ernannt. Von 1983 bis 1987 war er Vizepräsident der brasilianischen Bischofskonferenz.
Am 28. Februar 1996 nahm Papst Johannes Paul II. seinen altersbedingten Rücktritt an.